# San Leone a Boccea

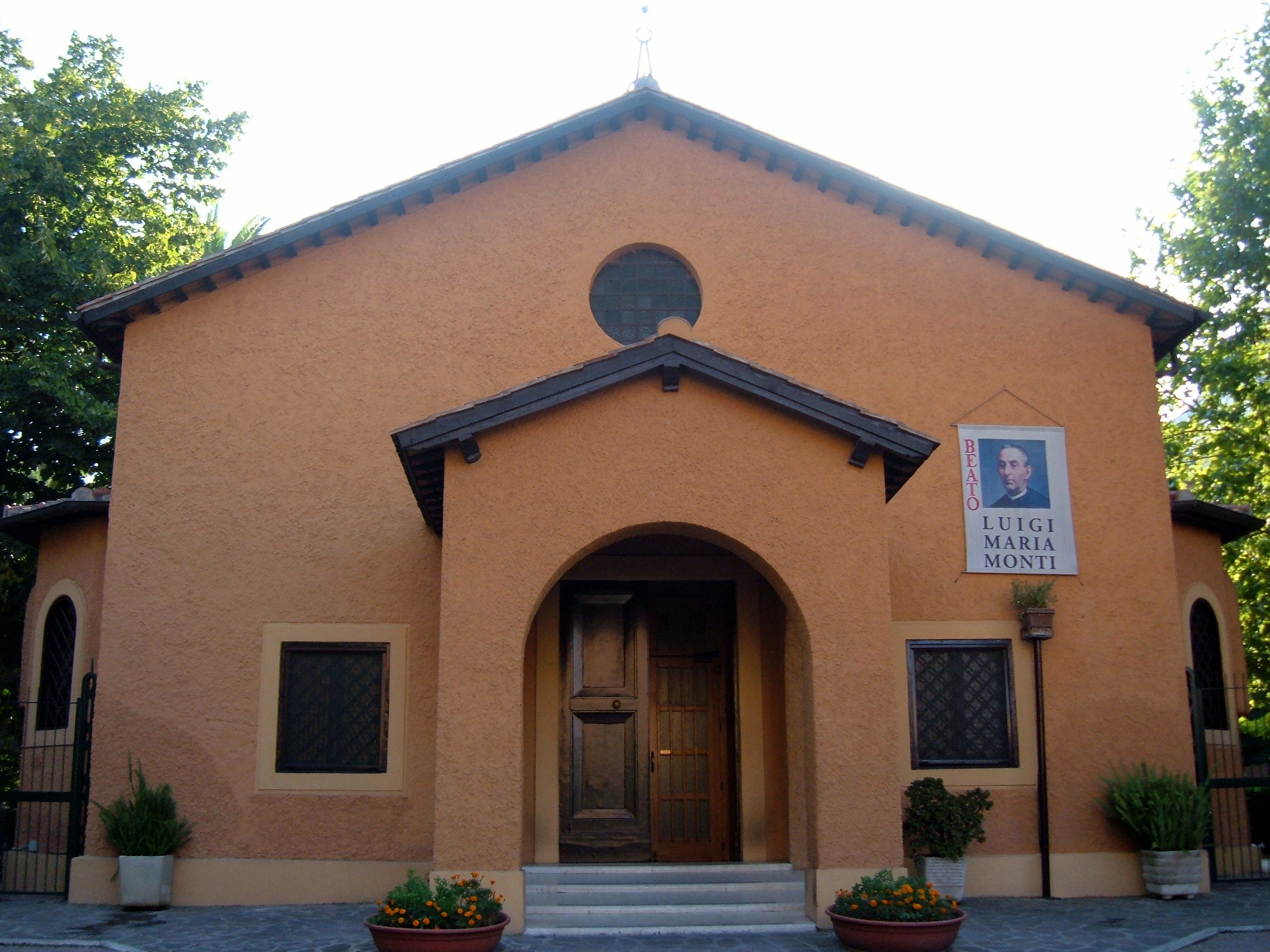
Vista da igreja.

San Leone a Boccea é uma igreja conventual localizada na Via di Boccea, 60, no quartiere Aurelio. É dedicada ao papa São Leão Magno.

## História
Esta igreja foi construída em 1931 para servir ao convento dos Filhos da Imaculada da Conceição ("concessionistas") com base num projeto de Clemente Busiri Vici. Ela é uma igreja subsidiária da paróquia de Santa Maria Immacolata di Lourdes a Boccea, mas tem uma vida litúrgica bastante ativa e ministra para uma comunidade de expatriados filipinos.

## Descrição

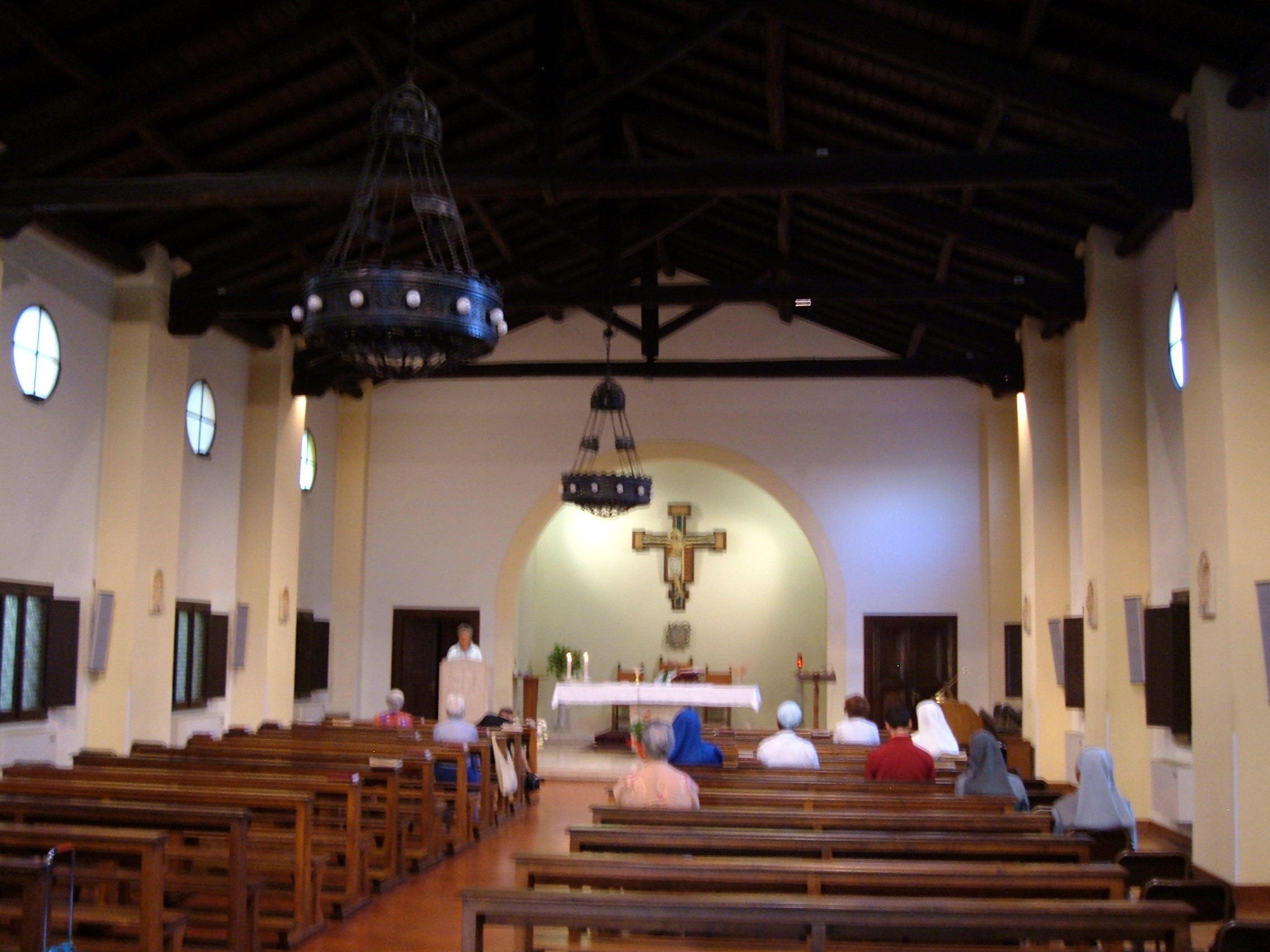
Vista do interior.

A igreja é um edifício neorromânico simples, de pequenas proporções e nave única localizado a uma certa distância da rua. Seu telhado é duas águas com uma abside coberta por seu próprio telhado num nível mais baixo. Há ainda um pequeno campanário encaixado na parede de fundo da nave do lado direito. Toda a estrutura é em tijolos aparentes.
A fachada é bastante despretensiosa. Há um pequeno pórtico quadrado precedido por alguns degraus. Ele tem três portais idênticos, sem decoração nenhuma, nos três lados e seu próprio telhado de duas águas. Sobre ele está uma janela redonda sem moldura e, dos lados dela, um par de janelas quadradas de moldura amarela.
O interior é igualmente simples, com predominância do branco e teto de madeira natural. As paredes laterais tem janelas retangulares com outras redondas acima separadas por pilares cegos. O presbitério não tem decoração e nem o arco triunfal que o separa da nave. A única obra de arte ali é uma cópia do famoso crucifixo em San Damiano, em Assis.
De ambos os lados da entrada estão duas pequenas capelas laterais.